# Mili Hernández
Mili Hernández García (Madrid, 1959) es una librera, editora y activista lesbiana española, fundadora de Berkana, la primera librería especializada en temas LGTB de España e Hispanoamérica.

## Trayectoria
Nació en Madrid en 1959. En 1980 se fue a vivir a Londres. Tras vivir durante 6 años en Reino Unido y otros 6 en Estados Unidos, volvió a Madrid con el deseo de fundar una librería LGTB, inspirándose en las pioneras Oscar Wilde de Nueva York y Gay's the Word de Londres.
Fundó en 1993 Berkana, la primera librería especializada en temas LGTB de España e Hispanoamérica,  y el primer comercio LGTB en abrir un escaparate y dar visibilidad al colectivo LGTB en el barrio de Chueca, donde tuvo dos sedes: inicialmente en Gravina 11 y en la actualidad Hortaleza 62.
En 1995 fundó la Editorial Egales, especializada en libros de temática LGTB. En este año también, junto con otros comerciantes y el diseñador Ramón Bilbao, diseñó el primer mapa gay de la zona de Chueca con los 20 locales dedicados al público LGTB que existían en ese momento.
En 2019 publicó su primer libro, la novela infantil Federico y sus familias.
Hernández fue presidente de la Federación Estatal de Lesbianas, Gais, Trans y Bisexuales (FELGTB) y portavoz del Colectivo de Lesbianas, Gais, Transexuales y Bisexuales de Madrid (COGAM), donde creó el primer grupo de mujeres de esta asociación. Es considerada una de las personas claves y pioneras del movimiento LGTB, un icono de la intelectualidad LGTB hispanoamericana y una de las lesbianas más visibles (e influyentes) de España.
Muy aficionada al golf, fue vencedora del Torneo benéfico P&P a favor de la Fundación Apascovi en el CTG en 2016.

## Obra
- Federico y sus familias. NubeOcho Ediciones, 2019.

## Premios y reconocimientos
- Premio You&Me al activismo (2020).[17]
- Premio Laiak en reconocimiento a su papel en el movimiento LGTBIQ (2019).[18]
- Premio honorífico del festival LesGaiCineMad por su trayectoria de activismo (2016).[19]
- Premio Triángulo a la militancia (2002).[20]